# HD 12661 c
HD 12661 c ist ein Exoplanet, der den gelben Zwerg HD 12661 alle 1679 Tage umkreist. Auf Grund seiner hohen Masse wird angenommen, dass es sich um einen Gasplaneten handelt.

## Entdeckung
Der Planet wurde mit Hilfe der Radialgeschwindigkeitsmethode von Debra Fischer et al. im Jahr 2002 entdeckt.

## Umlauf und Masse
Der Planet umkreist seinen Stern in einer Entfernung von ca. 2,86 Astronomischen Einheiten und hat eine Masse von ca. 581,8 Erdmassen bzw. 1,83 Jupitermassen.